# Labidura herculeana
La tijereta gigante o tijereta de Santa Elena (Labidura herculeana) es una especie extinta de dermaptero difundido únicamente en la isla de Santa Elena, en el océano Atlántico meridional.
Fue descrito por la primera vez por el entomólogo danés Johan Christian Fabricius en el 1798.

## Descripción

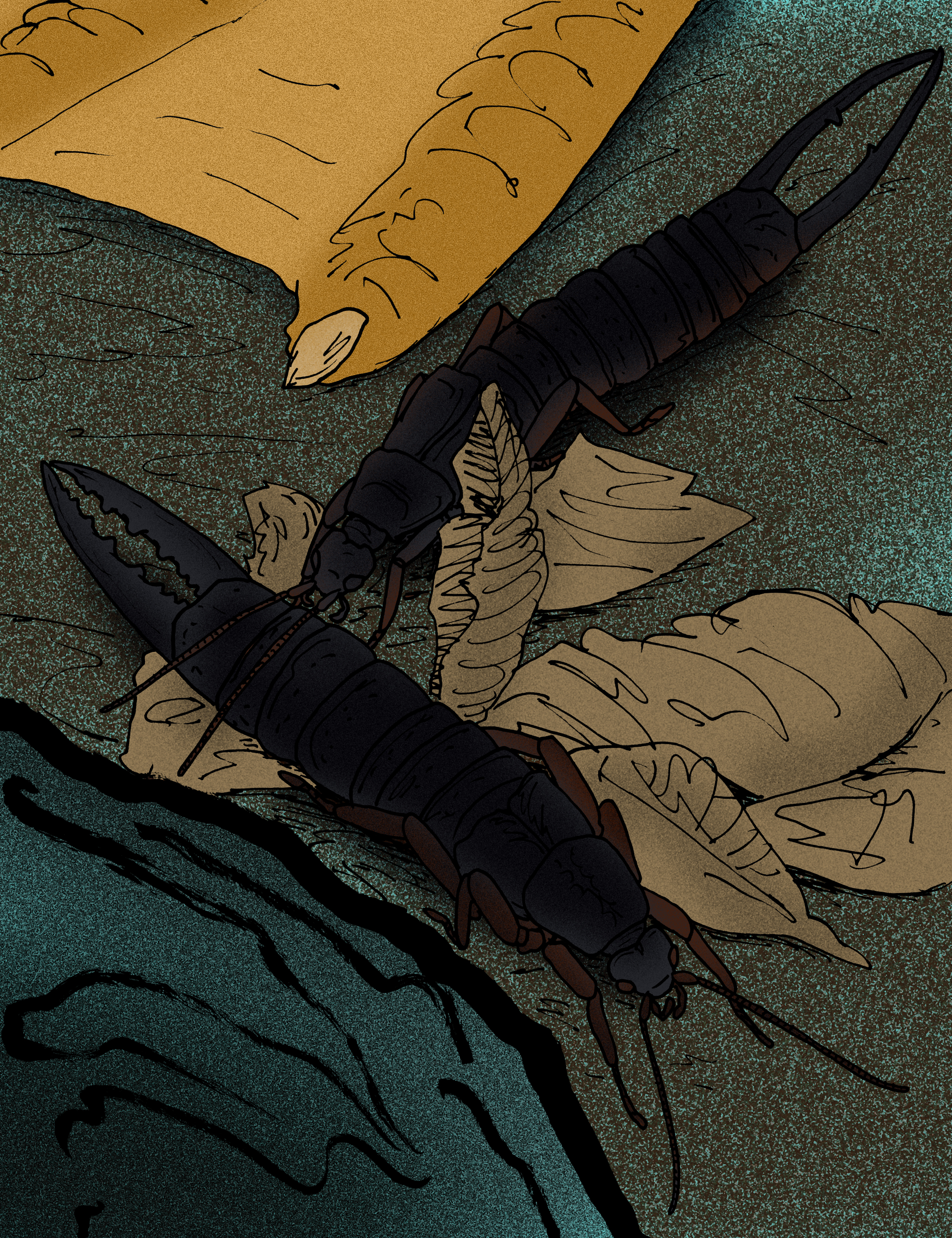
Comparación del macho (arriba) y la hembra

Alcanzaba los 8,5 cm de largo, haciendo de él el mayor dermáptero existente en su época.
El cuerpo era robusto y aplanado, de color negro luciente con reflejos iridiscentes; las patas tendían al rojizo, los élitros eran cortos, mientras las alas faltaban por completo.

## Biología
Se alimentaba probablemente de vegetales.
Por el día se quedaba escondido en las grietas de las rocas de donde salía por las noches y en los días de lluvia.

## Distribución y hábitat
Vivía en la parte oriental de la isla, donde prefería las zonas rocosas y planas.

## Conservación
La desaparición del hábitat donde esta especie vivía y la introducción en la isla de predadores, como las ratas, los ciempiés (Scolopendra morsitans) y el gorrión, seguida de la demanda por parte de los coleccionistas, redujeron el número de ejemplares. Tres expediciones científicas a la isla (1988, 1993, 2003) no consiguieron capturar ningún ejemplar.
En 2014, una nueva expedición tampoco consiguió encontrar ningún ejemplar y, dado que el último ejemplar vivo había sido encontrado en el 1967, este insecto se ha clasificado por la UICN como extinto (Extinct).